# کانر ایسام
کانر ایسام (انگلیسی: Connor Essam؛ زادهٔ ۹ ژوئیهٔ ۱۹۹۲) بازیکن فوتبال اهل بریتانیا است.
از باشگاه‌هایی که در آن بازی کرده‌است می‌توان به باشگاه فوتبال دارتفورد، باشگاه فوتبال کراولی تاون، باشگاه فوتبال لیتون اورینت، باشگاه فوتبال لوتون تاون، باشگاه فوتبال گیلینگام، باشگاه فوتبال بیشاپس استورتفورد، و باشگاه فوتبال دوور اتلتیک اشاره کرد.